# Tretanorhinus nigroluteus
Espèce
Synonymes
- Helicops agassizi Jan, 1865
- Helicops bifrenatus Bocourt, 1884
- Tretanorhinus lateralis Bocourt, 1891
- Tretanorhinus intermedius Rosén, 1905
- Tretanorhinus nigroluteus mertensi Smith & Gillespie, 1965

Tretanorhinus nigroluteus  est une espèce de serpents de la famille des Dipsadidae.

## Répartition
Cette espèce se rencontre :
- au Mexique dans les États de Tabasco, du Yucatán, du Veracruz et de Quintana Roo ;
- au Guatemala ;
- au Belize ;
- au Honduras ;
- au Nicaragua ;
- au Costa Rica ;
- au Panama.

Sa présence est incertaine au Salvador.

## Description
C'est un serpent ovipare.

## Liste des sous-espèces
Selon The Reptile Database (29 août 2013) :
- Tretanorhinus nigroluteus dichromaticus Villa, 1969 des îles de la Baie
- Tretanorhinus nigroluteus lateralis Bocourt, 1891
- Tretanorhinus nigroluteus nigroluteus Cope, 1861
- Tretanorhinus nigroluteus obscurus Villa, 1969 des îles du Maïs

## Taxinomie
La sous-espèce Tretanorhinus nigroluteus mertensi a été placé en synonymie avec Tretanorhinus nigroluteus lateralis par Henderson et Hoevers en 1979.

## Publications originales
- Bocourt, 1891 : Note sur quelques ophidiens de l'Amérique intertropicale appartenant au genre Tretanorhinus. Le Naturaliste, sér. 2, vol. 5, p. 121-122 (texte intégral).
- Cope, 1861 : Contributions to the ophiology of Lower California, Mexico and Central America. Proceedings of the Academy of Natural Sciences of Philadelphia, vol. 13, p. 292-306 (texte intégral).
- Villa, 1969 : Two New Insular Subspecies of the Natricid Snake Tretanorhinus nigroluteus Cope from Honduras and Nicaragua. Journal of Herpetology, vol. 3, no 4, p. 145-150.